# Shin Jung-geun
Shin Jung-geun (en hangul, 신정근; Yeinggwang-gun, 26 de septiembre de 1966) es un actor de teatro, cine y televisión surcoreano.

## Carrera
Según el propio Shin, «la razón decisiva por la que decidí convertirme en actor fue... que no sabía hacer nada más que actuar». Sobre el origen de su interés por esta profesión, su «padre era bombero voluntario y siempre había asientos para los bomberos en el segundo piso del teatro». Así, después de graduarse en Ingeniería electrónica en la Universidad de Ciencias de Anyang, fue a Seúl para trabajar en una compañía de teatro, llamada Hana. Había empezado a actuar en 1983, y desde entonces participó en numerosos dramas y musicales. En 2011, el actor declaró que, si tenía que elegir, seguía prefiriendo los escenarios al cine o la televisión.
Después de muchos años dedicados al teatro, y con el nacimiento de su segundo hijo, empezó a presentarse a audiciones para la pantalla grande, en parte por razones económicas: con solo el trabajo teatral tenía dificultades para mantener a su familia. Su primera aparición destacada en cine fue en 2002 con Sympathy for Mr. Vengeance; tras ella vino Champion, con el personaje de un entrenador de boxeo, papel que consiguió después de cuatro audiciones. Desde entonces ha aparecido regularmente en cine, a menudo con dos o tres películas al año. En esos primeros tiempos como actor de cine recibió la ayuda del compañero de profesión, poco mayor que él, Jung Jin-young. Con él actuó primero en Wild Card (2003) gracias a su recomendación, y a partir de entonces en otros varios títulos.
Fue también Jung Jin-young quien le puso en contacto con el director Lee Joon-ik, con quien mantiene una estrecha relación desde Once Upon a Time in a Battlefield (2003), pues ha intervenido en casi todos los filmes de este. De hecho, se le llegó a conocer también como «el hombre del director Lee Joon-ik».
Algunos de sus papeles más importantes pertenecen a importantes películas de suspenso o de época: del primer grupo, entre otras, Running Turtle (2009) y Howling (2012); entre las segundas, The King and the Clown (2005) y Masquerade (2012). En 2013 apareció en el éxito de verano Secretly, Greatly, y al año siguiente en A Hard Day, así como en otro éxito de taquilla, The Pirates.
Desde 2009 también actuó en televisión, a menudo interpretando a detectives, a padres, o también personajes de mediana edad con pasados turbulentos. En 2011, el papel del villano en Scent of a Woman dio a conocer su rostro a un público más amplio. El propio Shin mencionó que no había obtenido reconocimiento como actor hasta ese momento, cuando tenía 45 años. Desde ese momento participó como actor de reparto en series de gran repercusión, como Pinocchio (2014), Mr. Sunshine y Encounter (2018), y Hotel Del Luna (2019).
El 14 de abril de 2017 el actor firmó un contrato de representación exclusiva con la agencia Artist Company, contrato que renovó el 4 de mayo de 2020.
En 2020 interpretó uno de sus papeles más destacados en cine, en la película de acción y suspenso Steel Rain 2: Summit. En ella es el segundo a bordo de un submarino nuclear norcoreano y tiene una muy frecuente presencia en pantalla. Se trataba de un papel muy diferente a los que había solido interpretar hasta la fecha, y que dejó huella en el público.

## Filmografía

### Cine
| Año  | Título                            | Hangul                    | Papel                     | Notas | Ref.          |
| ---- | --------------------------------- | ------------------------- | ------------------------- | ----- | ------------- |
| 1997 | 1818 (Profanity)                  | 일팔일팔                  | Policía1/Patrullero 2     |       | [ 13 ]        |
| 2002 | Sympathy for Mr. Vengeance        | 복수는 나의 것            | Obrero 3                  |       |               |
| 2002 | Champion                          |                           | Kim Yun-gu                |       | [ 4 ]         |
| 2003 | Wild Card                         | 와일드 카드               | Neob-chi                  |       |               |
| 2003 | Once Upon a Time in a Battlefield |                           | Kim Heum-soon             |       |               |
| 2004 | When I Turned Nine                | 아홉살 인생               | Padre de Black Swallow    |       |               |
| 2004 | Hi! Dharma 2: Showdown in Seoul   | 달마야, 서울 가자         | Hombre con sombrero       | Cameo |               |
| 2005 | The King and the Clown            | 왕의 남자                 | Lee Geuk-kyun             |       | [ 2 ] [ 14 ]  |
| 2006 | Oh! My God                        | 구세주                    | Agari                     |       |               |
| 2006 | Bloody Tie                        | 사생결단                  | Jefe de sección Go        |       |               |
| 2006 | Mission Sex Control               | 잘 살아보세               | Chok-sae                  |       |               |
| 2006 | Radio Star                        | 라디오 스타               | Nam, presidente de Misari | Cameo |               |
| 2007 | My Tutor Friend 2                 | 동갑내기 과외하기 레슨 II | Profesor de cine          |       |               |
| 2007 | The Happy Life                    | 즐거운 인생               | Propietario de club       | Cameo |               |
| 2007 | Bunt                              | 날아라 허동구             | Sang-chul                 |       | [ 15 ]        |
| 2008 | The Devil's Game                  | 더 게임                   | Waterfowl                 |       |               |
| 2008 | Sunny                             | 님은 먼곳에               | Comandante de batallón    | Cameo |               |
| 2008 | The Divine Weapon                 | 신기전                    | Pan-soo                   |       |               |
| 2009 | Running Turtle                    | 거북이 달린다             | Yong-bae                  |       | [ 4 ]         |
| 2009 | Lifting King Kong                 | 킹콩을 들다               | Hermano mayor             | Cameo |               |
| 2009 | Goodbye Mom                       | 애자                      | Joon-won                  |       |               |
| 2010 | Blades of Blood                   | 구르믈 버서난 달처럼      | Noble Yoo                 |       |               |
| 2010 | He's on Duty                      | 방가? 방가!               | Detective Choi            | Cameo |               |
| 2011 | Battlefield Heroes                | 평양성                    | Kim Heum-soon             |       | [ 16 ]        |
| 2011 | In Love and War                   | 적과의 동침               | Bong-ki                   |       | [ 17 ] [ 18 ] |
| 2012 | Howling                           | 하울링                    | Detective jefe Seo        |       | [ 19 ]        |
| 2012 | Over My Dead Body                 | 시체가 돌아왔다           | Jefe de equipo Jo         |       | [ 20 ]        |
| 2012 | Runway Cop                        | 차형사                    | Jefe de escuadrón Yoo     |       |               |
| 2012 | The Grand Heist                   | 바람과 함께 사라지다      | Seok Dae-hyun             |       | [ 21 ] [ 22 ] |
| 2012 | Masquerade                        | 광해, 왕이 된 남자        | Lee Jeong-rang            |       |               |
| 2012 | Almost Che                        | 강철대오: 구국의 철가방   | So Kyung-jung             | Cameo | [ 23 ]        |
| 2013 | Secretly, Greatly                 | 은밀하게 위대하게         | Sr. Park                  |       | [ 24 ] [ 25 ] |
| 2013 | Tough as Iron                     | 깡철이                    | Yagami                    |       | [ 26 ] [ 27 ] |
| 2013 | The Five                          | 더 파이브                 | Nam-cheol                 |       | [ 28 ] [ 29 ] |
| 2014 | A Hard Day                        | 끝까지 간다               | Jefe de homicidios        |       | [ 30 ]        |
| 2014 | The Pirates                       | 해적: 바다로 간 산적      | Yong-gap                  |       | [ 31 ]        |
| 2015 | Enemies In-Law                    | 위험한 상견례 2           | Han Dal-sik               |       | [ 32 ]        |
| 2016 | Tunnel                            | 터널                      | Capitán Kang              |       | [ 33 ] [ 34 ] |
| 2016 | Duel: Final Round                 | 대결                      | Hwang No-man              |       | [ 35 ] [ 36 ] |
| 2017 | Man of Will                       | 대장 김창수               | Jo Deok-pal               |       | [ 37 ] [ 38 ] |
| 2018 | The Soup                          | 식구                      | Soon-sik                  |       | [ 39 ] [ 9 ]  |
| 2019 | The Odd Family: Zombie On Sale    | 기묘한 가족               | Jefe Oh                   |       | [ 40 ]        |
| 2020 | Steel Rain 2: Summit              | 강철비2: 정상회담         | Vicecapitán del submarino |       | [ 1 ]         |
| 2022 | Alienoid                          | 외계+인 1부               | Rey Derecho               |       | [ 41 ] [ 42 ] |
| 2022 | Birth                             | 탄생                      | Im Chi-hwa                |       | [ 43 ] [ 44 ] |
| 2024 | Alienoid: Return to the Future    | 외계+인 2부               | Rey Derecho               |       | [ 45 ]        |

### Series de televisión
| Año  | Título                       | Papel             | Canal   | Notas         | Ref.          |
| ---- | ---------------------------- | ----------------- | ------- | ------------- | ------------- |
| 2009 | The Slingshot                | Usurero           | KBS2    |               | [ 13 ]        |
| 2009 | The City Hall                | Director Ji       | SBS     |               | [ 4 ]         |
| 2009 | Style                        | So Byung-shik     | SBS     |               | [ 2 ]         |
| 2011 | Scent of a Woman             | Noh Sang-shik     | SBS     |               | [ 5 ]         |
| 2013 | Sirius                       | Lee Hyun-gu       | KBS2    | Drama Special | [ 46 ]        |
| 2014 | Pinocchio                    | Choi Dal-pyung    | SBS     |               | [ 47 ]        |
| 2015 | Who Are You: School 2015     | Tutor de la clase | KBS2    |               |               |
| 2015 | The Time We Were Not in Love | Oh Jung-geun      | SBS     |               | [ 48 ] [ 49 ] |
| 2017 | Untouchable                  | Yong Hak-soo      | JTBC    |               | [ 50 ]        |
| 2018 | Mr. Sunshine                 | Sirviente         | tvN     |               | [ 51 ] [ 9 ]  |
| 2018 | Encounter                    | Kim Jang-soo      | tvN     |               | [ 52 ] [ 53 ] |
| 2019 | Hotel Del Luna               | Kim Seon-bi       | tvN     |               | [ 8 ] [ 54 ]  |
| 2021 | Racket Boys                  | Profesor Bae      | SBS     |               | [ 55 ]        |
| 2023 | The Killing Vote             | Choi Jin-soo      | SBS     |               | [ 56 ] [ 57 ] |
| 2024 | Hablando con franqueza       | Song Min-soo      | JTBC    |               | [ 58 ]        |
| 2025 | Sin máscaras                 | Goo Hyung-tae     | Disney+ |               | [ 59 ]        |

## Premios y nominaciones
| Año  | Premios                               | Categoría                           | Papel                | Resultado | Ref.   |
| ---- | ------------------------------------- | ----------------------------------- | -------------------- | --------- | ------ |
| 2009 | 10.º Busan Film Critics               | Mejor actor de reparto              | Running Turtle       | Ganador   |        |
| 2011 | 33.º Golden Cinematography            | Premio a la popularidad             | Battlefield Heroes   | Ganador   |        |
| 2020 | 29.º Buil Film                        | Mejor actor de reparto              | Steel Rain 2: Summit | Nominado  |        |
| 2020 | 7.º Korean Film Producers Association | Mejor actor de reparto              | Steel Rain 2: Summit | Ganador   | [ 60 ] |
| 2021 | 41.º Blue Dragon Film                 | Mejor actor de reparto              | Steel Rain 2: Summit | Nominado  | [ 61 ] |
| 2021 | 57.º Baeksang Arts                    | Mejor actor de reparto (cine)       | Steel Rain 2: Summit | Nominado  | [ 62 ] |
| 2021 | 26.º Chunsa Film Art                  | Mejor actor de reparto              | Steel Rain 2: Summit | Nominado  | [ 63 ] |
| 2021 | SBS Drama                             | Mejor actor de reparto en miniserie | Racket Boys          | Nominado  | [ 64 ] |